# Сенегалски горбил
Сенегалските горбили (Pseudotolithus senegalensis) са вид актиноптери от семейство Минокопови (Sciaenidae).
Те са застрашен вид.
Таксонът е описан за пръв път от Ашил Валансиен през 1833 година.